# Сам Ботъмс
Сам Ботъмс (на английски: Sam Bottoms) е американски актьор.

## Биография
Роден е на 17 октомври 1955 година в Санта Барбара, Калифорния. Кариерата си в киното започва петнадесетгодишен с роля във филма „Последната прожекция“ (The Last Picture Show, 1971), в който брат му Тимъти Ботъмс играе главна роля. Успешни са и поддържащите му роли в „Джоуси Уелс - извън закона“ (The Outlaw Josey Wales, 1976) и „Апокалипсис сега“ (Apocalypse Now, 1979).
Умира на 16 декември 2008 година в Лос Анджелис.

## Избрана филмография
| Година | Филм                     | Оригинално заглавие    | Роля             | Режисьор            |
| ------ | ------------------------ | ---------------------- | ---------------- | ------------------- |
| 1971   | Последната прожекция     | The Last Picture Show  | Били             | Питър Богданович    |
| 1971   | Апокалипсис сега         | Apocalypse Now         | Ланс Б. Джонсънс | Франсис Форд Копола |
| 1976   | Джоузи Уелс извън закона | The Outlaw Josey Wales | Джейми           | Клинт Истууд        |